# Ornellaia
Ornellaia is een Italiaanse rode wijn, uit de DOC Bolgheri Superiore. Deze is gelegen rond de plaats Bolgheri in de Maremma, de streek langs de Tyrreense kust in Toscane, Italië.
De Ornellaia is een zogenaamde super-Toscaner en wordt gemaakt op het 91 hectare grote landgoed Tenuta dell'Ornellaia en Bellaria, waar ook een andere beroemde wijn, Masseto, gemaakt wordt. Het landgoed werd opgebouwd in 1981 door markies Ludivico Antinori van de bekende Italiaanse wijnfamilie Antinori. In 2002 werd het landgoed verkocht aan het bedrijf van de Amerikaanse Robert Mondavi, die daarna een 50% aandeel verder verkocht aan een andere beroemde Italiaanse wijnfamilie Frescobaldi. Sinds 1 april 2005 is het landgoed volledig in de handen van de Frescobaldi familie.
De wijn kwam voor het eerst uit in 1985. De wijn wordt gemaakt uit de druiven cabernet sauvignon, merlot, cabernet franc en petit verdot. Dit zijn de typische druiven van de Bordeaux. De lokale druif sangiovese wordt niet gebruikt voor de wijn. De wijn rust 12 maanden op Franse eikenhouten vaten, waarna de inhoud van de verschillende vaten wordt gemengd en nogmaals 6 maanden rust in vaten. Na het afvullen in flessen worden de wijnen nogmaals 6 maanden bewaard voordat de wijn op de markt komt.